# IC 4970
IC 4970 (również PGC 64415) – zniekształcona galaktyka soczewkowata (SA0^- pec?), znajdująca się w gwiazdozbiorze Pawia w odległości około 200 milionów lat świetlnych. Odkrył ją DeLisle Stewart 21 września 1900 roku.

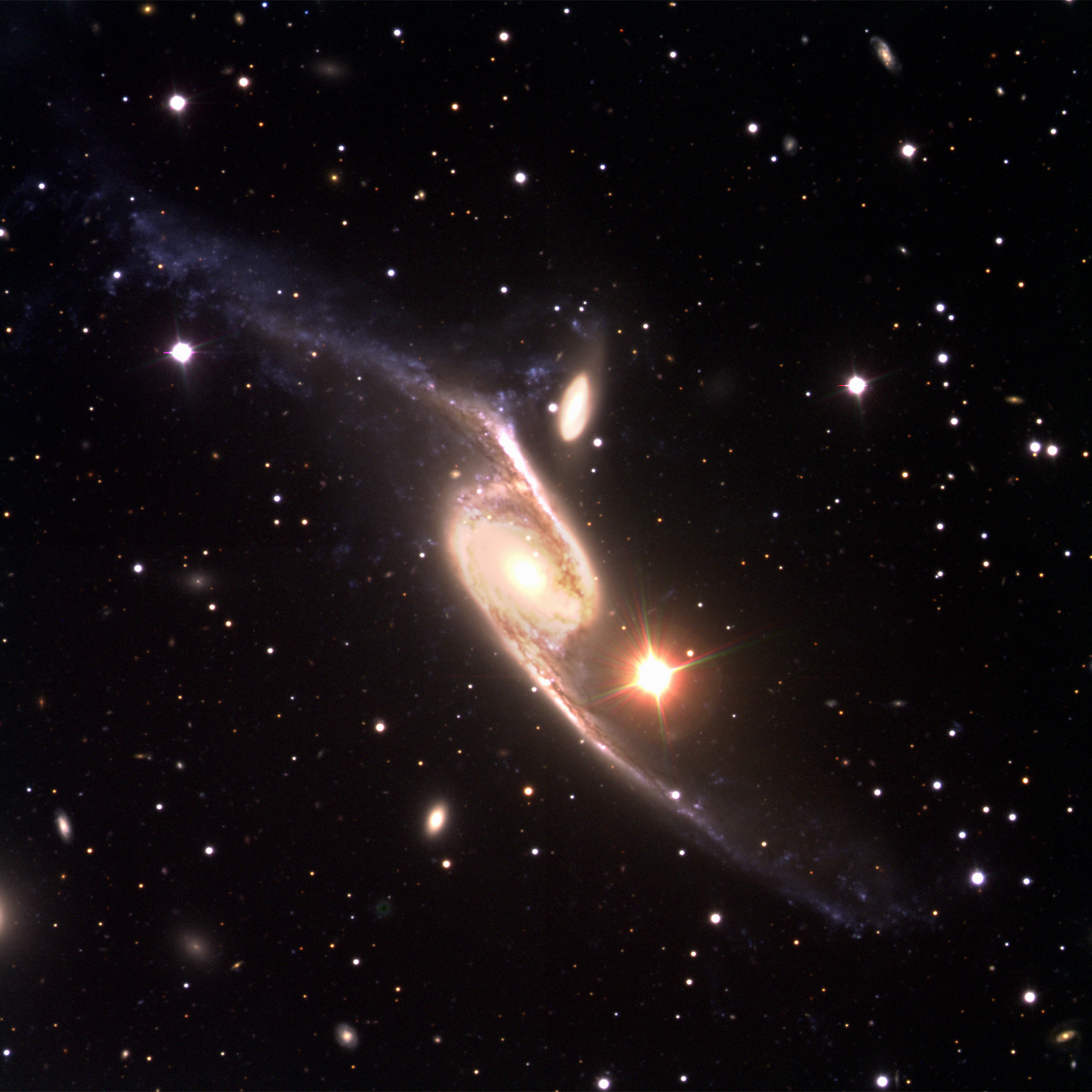
Para oddziaływających ze sobą galaktyk: NGC 6872 i IC 4970 (mniejsza nieco powyżej środka)

Galaktyka ta oddziałuje grawitacyjnie z dużo większą NGC 6872 i w ciągu następnych kilkuset milionów lat dojdzie do zderzenia tych galaktyk i ich połączenia.